# 사사건건 (영화)
"사사건건"은 2010년에 개봉한 대한민국의 영화이다. 옴니버스 영화로 〈산책가〉·〈아들의 여자〉·〈남매의 집〉·〈잠복근무〉 네 가지 이야기를 담았다.

## 캐스팅

### 산책가
- 황영광: 본인 역
- 이지영: 누나 역

### 아들의 여자
- 조영진: 남자 역
- 나혜령: 소녀 역
- 최지호: 범수 역
- 선우선: 노동자 역
- 조세은: 여학생 역
- 손인정: 알바생 역
- 박영: 의사 역
- 이선정: 간호사 역
- 김경호: 커플남 역
- 이정아: 커플녀 역
- 김영옥: 아줌마 역

### 남매의 집
- 박세종: 철수 역
- 이다인: 순이 역
- 구교환: 라오우 역
- 조성환: 대머리 역
- 백승익: 안경 역
- 오달수: 아버지(목소리출연) 역
- 김나연: 전화안내 역
- 이기호: 아나운서 역
- 김은아: 57분 교통정보 역

### 잠복근무
- 고창환: 하태주 역
- 최귀화: 고동필 역
- 이대진: 대철 역
- 이하나: 미미 역
- 용석주: 양종기 역
- 동현배: 윤택한 역
- 최진상: 짱깨 역
- 전영준: 강인해 역
- 강정우: 지도진 역